# 塔胡木耳科火山
塔胡木耳科火山（西班牙語：Volcán Tajumulco）是一座位于危地马拉西部边境聖馬科斯省的成层火山，该峰为危地马拉的最高峰，也是整个中美洲的最高点，海拔4,220（13,845英尺）。塔胡木耳科火山有几个喷发的历史报告，但是都被证实为虚假的记录。
1956年，塔胡木耳科火山地区被确立为保护区，面积达4,472 Ha。
在2009年12月20日，该地区的温度降至零度，为有历史纪录以来的第一次。

## 脚注
1. ↑  Encyclopædia Britannica Online. INSIVUMEH.
2. ↑  CONAP. .   [2008]. （原始内容存档于2008-06-14） （西班牙语）.
3. ↑  Enrique Naveda / El Periódico. .   [2009]. （原始内容存档于2016-03-05） （西班牙语）.